# Калиновська сільрада (Курська область)
Калиновська сільрада — муніципальне утворення зі статусом сільського поселення у Хомутовському районі Курської області Російської федерації.
Адміністративний центр — село Калиновка.

## Історія
Статус і межі сільської ради встановлені Законом Курської області від 21 жовтня 2004 року № 48-ЗКО «Про муніципальні освіти Курської області».
Законом Курської області від 26 квітня 2010 року № 26-ЗКО до складу сільради включені населені пункти скасованих Клевенської та Амонської сільрад.

## Населення
| Численность населения | Численность населения | Численность населения | Численность населения | Численность населения | Численность населения | Численность населения |
| 2002                  | 2010                  | 2012                  | 2013                  | 2014                  | 2015                  | 2016                  |
| --------------------- | --------------------- | --------------------- | --------------------- | --------------------- | --------------------- | --------------------- |
| 1895                  | ↗2104                 | ↘2029                 | ↘1952                 | ↘1887                 | ↘1838                 | ↘1824                 |
| 2017                  | 2018                  | 2019                  | 2020                  | 2021                  |                       |                       |
| ↘1794                 | ↘1769                 | ↘1756                 | ↘1733                 | ↘1723                 |                       |                       |

## Склад сільського поселення
| №  | Населений пункт | Тип населеного пункту        | Населення |
| -- | --------------- | ---------------------------- | --------- |
| 1  | Амонь           | село                         | ↘179      |
| 2  | Богословка      | слобідка                     | ↘25       |
| 3  | Георгієвський   | селище                       | ↘35       |
| 4  | Добрий Селянин  | селище                       | ↘2        |
| 5  | Жеденовка       | село                         | ↘216      |
| 6  | Жеденовський    | присілок                     | ↘31       |
| 7  | Імені Крупської | селище                       | ↘0        |
| 8  | Іскра           | село                         | ↘63       |
| 9  | Калиновка       | село, адміністративний центр | ↘1262     |
| 10 | Клевень         | село                         | ↘94       |
| 11 | Красна Стреліця | селище                       | ↘1        |
| 12 | Красний Пахар   | селище                       | ↘0        |
| 13 | Культпросвет    | селище                       | ↘29       |
| 14 | Михальовка      | слобідка                     | ↘32       |
| 15 | Приходьково     | слобідка                     | ↘127      |
| 16 | Турка Друга     | село                         | ↘0        |
| 17 | Турка Перша     | село                         | ↘3        |
| 18 | Успенський      | селище                       | ↘5        |